# Клентон (Алабама)
Клентон (англ. Clanton) — місто (англ. city) в США, в окрузі Чилтон штату Алабама. Населення — 8768 осіб (2020).

## Географія
Клентон розташований за координатами 32°50′30″ пн. ш. 86°37′23″ зх. д. / 32.84167° пн. ш. 86.62306° зх. д. (32.841704, -86.623008).  За даними Бюро перепису населення США в 2010 році місто мало площу 57,17 км², з яких 56,81 км² — суходіл та 0,35 км² — водойми.

### Клімат
| Клімат : Клентон      | Клімат : Клентон | Клімат : Клентон | Клімат : Клентон | Клімат : Клентон | Клімат : Клентон | Клімат : Клентон | Клімат : Клентон | Клімат : Клентон | Клімат : Клентон | Клімат : Клентон | Клімат : Клентон | Клімат : Клентон | Клімат : Клентон |
| Показник              | Січ.             | Лют.             | Бер.             | Квіт.            | Трав.            | Черв.            | Лип.             | Серп.            | Вер.             | Жовт.            | Лист.            | Груд.            | Рік              |
| Середній максимум, °C | 13,9             | 15,0             | 19,4             | 23,9             | 28,3             | 32,2             | 32,8             | 32,8             | 30,6             | 25,0             | 18,9             | 13,9             | 23,9             |
| Середній мінімум, °C  | 2,2              | 2,8              | 6,7              | 10,6             | 15,0             | 19,4             | 20,6             | 20,6             | 17,2             | 10,6             | 5,0              | 2,2              | 10,0             |
| Норма опадів, мм      | 127              | 140              | 157              | 127              | 102              | 102              | 137              | 109              | 79               | 61               | 86               | 127              | 1354             |
| --------------------- | ---------------- | ---------------- | ---------------- | ---------------- | ---------------- | ---------------- | ---------------- | ---------------- | ---------------- | ---------------- | ---------------- | ---------------- | ---------------- |
| Джерело: Weatherbase  |                  |                  |                  |                  |                  |                  |                  |                  |                  |                  |                  |                  |                  |

## Демографія
Згідно з переписом 2010 року, у місті мешкало 8619 осіб у 3417 домогосподарствах у складі 2248 родин. Густота населення становила 151 особа/км².  Було 3833 помешкання (67/км²).
Расовий склад населення:
| - 74,9 % — білих - 19,1 % — чорних або афроамериканців - 0,6 % — азіатів - 0,3 % — корінних американців - 0,1 % — вихідців з тихоокеанських островів - 3,7 % — осіб інших рас |

До двох чи більше рас належало 1,4 %. Частка іспаномовних становила 6,0 % від усіх жителів.
За віковим діапазоном населення розподілялося таким чином: 23,3 % — особи молодші 18 років, 60,1 % — особи у віці 18—64 років, 16,6 % — особи у віці 65 років та старші. Медіана віку мешканця становила 38,3 року. На 100 осіб жіночої статі у місті припадало 90,3 чоловіків;  на 100 жінок у віці від 18 років та старших — 88,3 чоловіків також старших 18 років.
Середній дохід на одне домашнє господарство  становив 58 962 долари США (медіана — 39 823), а середній дохід на одну сім'ю — 71 508 доларів (медіана — 46 466). Медіана доходів становила 41 516 доларів для чоловіків та 32 195 доларів для жінок. За межею бідності перебувало 16,9 % осіб, у тому числі 29,8 % дітей у віці до 18 років та 8,9 % осіб у віці 65 років та старших.
Цивільне працевлаштоване населення становило 3742 особи. Основні галузі зайнятості: освіта, охорона здоров'я та соціальна допомога — 17,6 %, виробництво — 15,7 %, роздрібна торгівля — 14,5 %.